# AA-2飛彈
AA-2飛彈是蘇聯第一種紅外線導引空對空飛彈。AA-2是北約賦予的代號，名稱是環礁（Atoll），蘇聯軍方給予的代號包括K 13、R-3或者是R-13，是蘇聯早期外銷最廣，實戰經驗最多的空對空飛彈。

## 歷史
AA-2是蘇聯根據瑞典空軍上校斯泰格·溫納斯特羅姆提供的完整設計圖，以及中國大陸提供的AIM-9響尾蛇飛彈实物（缺引导头）仿造而來，外型與AIM-9B非常接近，零部件的配置甚至数量也很接近。有传言称，中国大陆提供蘇聯的AIM-9B实物，是中華民國空軍F-86軍刀戰鬥機於九二四空戰中發射之後，插在中國人民解放軍空軍一架米格-17戰鬥機上的未爆彈而來。
1958年蘇聯取得中國大陸提供的樣本之後开始仿制，第一枚以逆向工程仿造的R-3飛彈在改裝的米格-19戰鬥機上進行飛行試驗，稍後也在米格-21的原型機Ye-6T上進行測試。第一種量產型編號R-3S（S代表俄文中的量產），成為米格-21F-13戰鬥機的近程武器选配之一。

## 生產次型

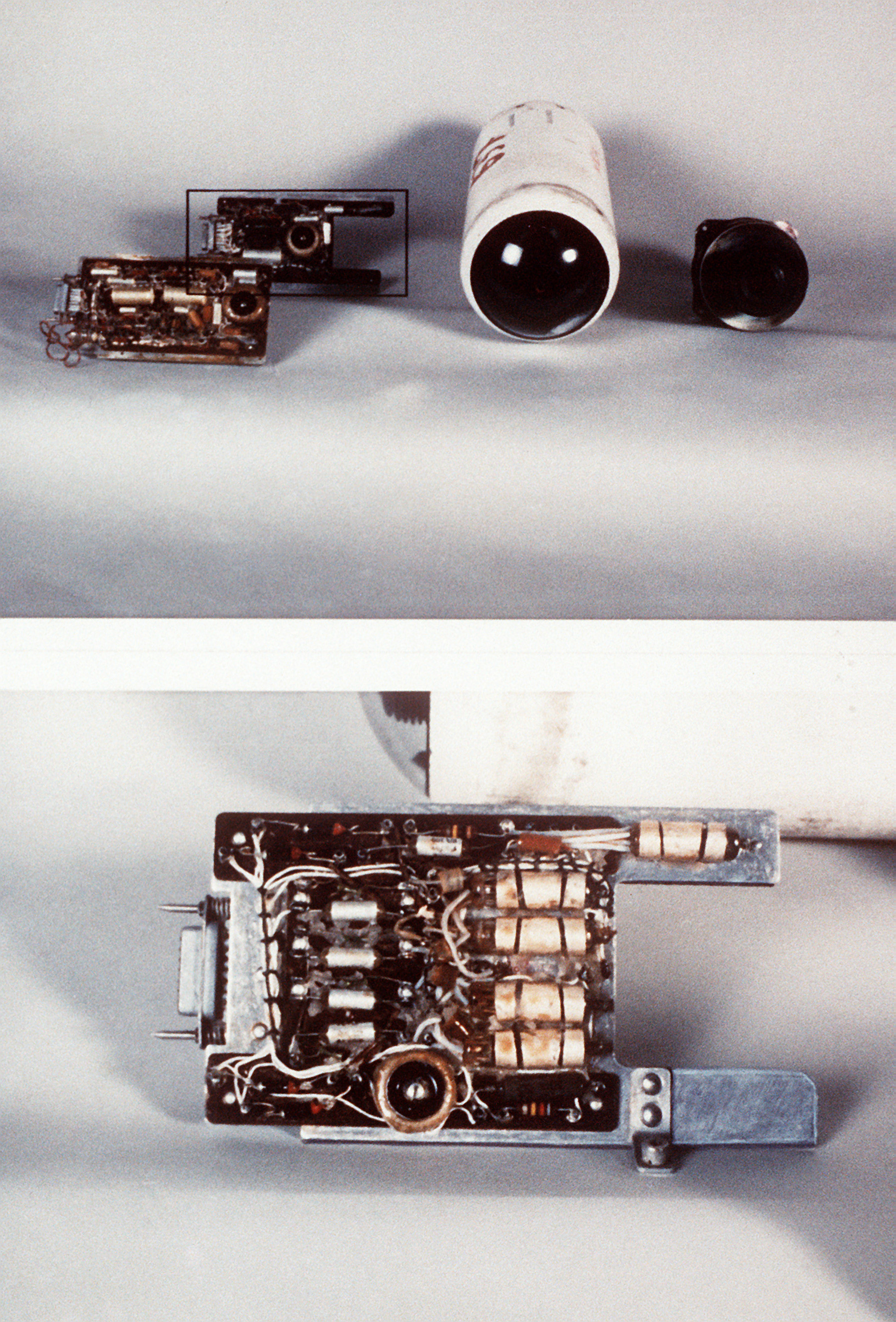
AA-2飛彈的主要零件

AA-2主要有三種生產次型。

### AA-2
AA-2也就是R-3S或是K-13是第一種量產型，外型與AIM-9B非常相似，諸多AIM-9B初期的設計缺陷AA-2也同樣擁有，主要在尋標頭同樣採用沒有冷卻的設計，只有在目標尾部很小的範圍能才能鎖定，但總體性能上較AIM-9B稍高。

### AA-2C
AA-2C的蘇聯編號是R-3R或K-13R，Ｒ表示雷達導引，除了火箭發動機、控制面與彈頭以外，整顆飛彈採用完全不同的設計，導引方式改採半主動雷達導引，可攻擊的角度也擴大為全向位，不受到只能在尾部的限制。

### AA-2D
AA-2D的蘇聯編號R-13M或K-13M，是AA-2系列的最後一種次型，尋標器改用新設計與液態氮冷卻，效果比AA-2好，不過還是必須在目標的尾部才能夠發揮作用。雖然D的彈體長度比AA-2要短，可是火箭發動機提供幾乎是AA-2兩倍的推力，火箭燃燒時間為3.3到5.4秒之間，可控制的飛行時間為55秒，另一個特點就是能夠對付發出高熱量的小型地面目標。

## 作戰紀錄
AA-2第一次的實戰紀錄是在越戰時期，雖然1966年北越空軍已經攜帶飛彈與美國戰鬥機遭遇，不過直到該年10月，負責掩護EB-66的兩架F-4C成為最早的战利品。除了大量出現在越戰以外，埃及在1970年到1973年這一段時間之中也有使用。

## 使用國

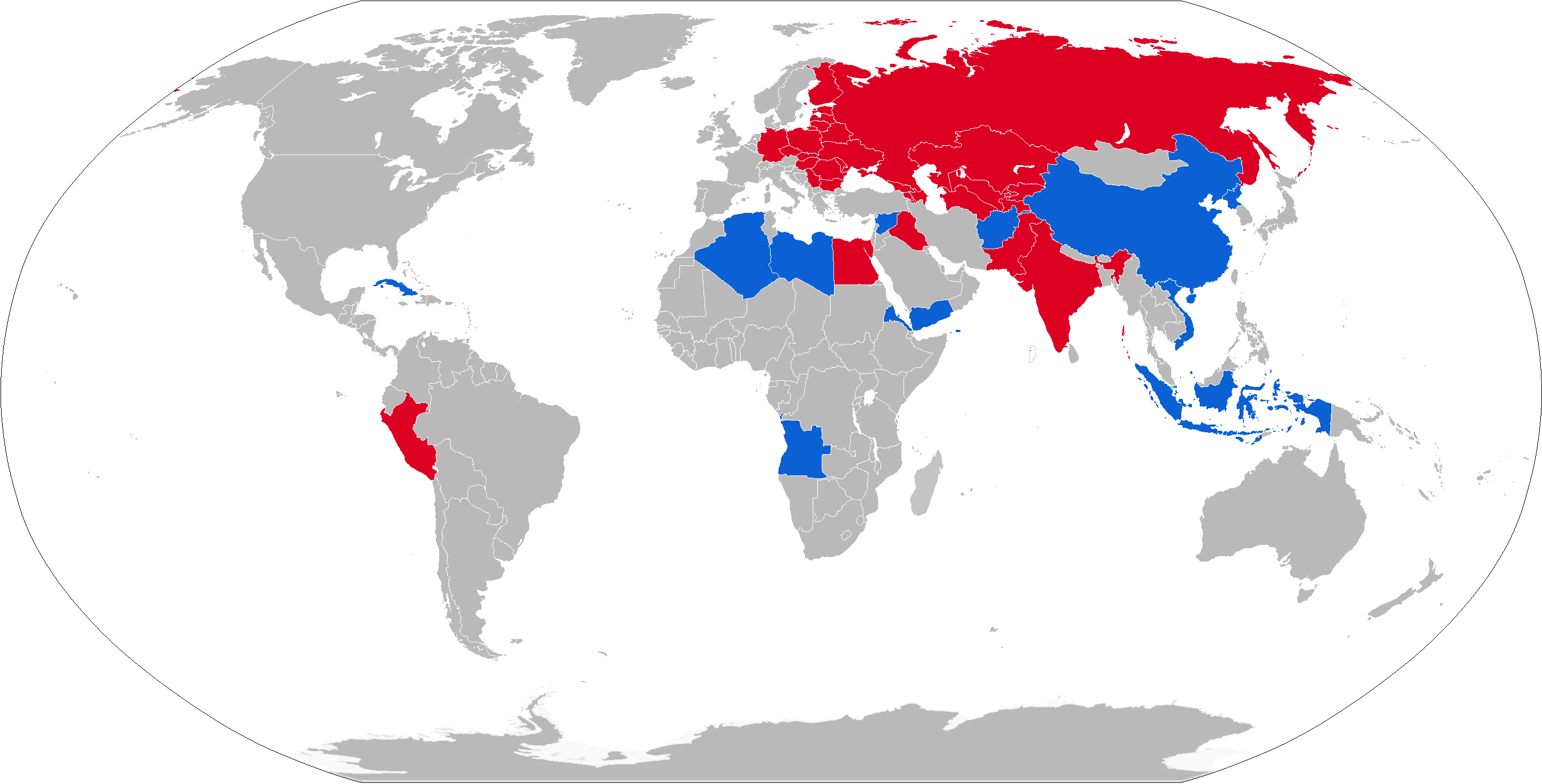
K-13飛彈使用國，藍色為現役，紅色為退役

### 現役國
- 阿尔及利亚
- 安哥拉
- 古巴
- 利比亞

### 退役國
- 阿富汗
- 保加利亚
- 捷克斯洛伐克
- 东德
- 中华人民共和国
- 越南
- 埃及
- 叙利亚
- 芬兰
- 匈牙利
- 印度
- 印度尼西亞
- 伊拉克
- 巴基斯坦
- 秘魯
- 波蘭
- 羅馬尼亞
- 苏联
- 塞爾維亞

## 外部連結
- Chinese PL-2 air-to-air missile

1. ↑  . 巴哈姆特. （原始内容存档于2014-09-26）.
2. ↑  . 世界军事论坛. （原始内容存档于2017-11-11）.